# القوات الجوية الكازاخستانية
القوات الجوية الكازاخستانية هي سلاح الجو التابع للجيش الكازاخستاني.